# 爱丽舍摄影博物馆
Photo Elysée (从前 Musée de l'Elysée) 是瑞士洛桑的一座公共摄影博物馆，成立于 1985 年。它坐落在一座 18 世纪的宅邸中。博物馆于 2022 年迁入新馆。
该馆展品多达10万多幅，作者包括加布里埃尔·李普曼、尼古拉斯·布维尔等人。此外，在2011年，博物馆收藏查理·卓别林的全部照片，多达10,000张。

## 活动

### Prix Elysée
自 2014 年以来，Photo Elysée  个国家颁发了 Prix Elysée.